# Pseudoterpna alba
Pseudoterpna alba är en fjärilsart som beskrevs av Bubacek 1926. Pseudoterpna alba ingår i släktet Pseudoterpna och familjen mätare. Inga underarter finns listade.